# Leucospis rieki
Leucospis rieki  (лат.) — вид паразитических наездников рода Leucospis из семейства Leucospidae (Chalcidoidea, отряд Перепончатокрылые насекомые).

## Распространение
Австралия.

## Описание
Относительно крупные хальцидоидные наездники, длина около 1 см. Основная окраска чёрная, с несколькими красновато-жёлтыми отметинами. 
Задние ноги с утолщенными и сильно изогнутыми бедрами и голенями. Усики 13-члениковые. Нижнечелюстные щупики 4-члениковые, нижнегубные щупики состоят из 3 сегментов.

## Биология
Предположительно, как и другие виды своего рода, эктопаразитоиды пчелиных Apoidea.

## Систематика
Включён в состав видовой группы Leucospis australis, у которых развит дорзальный зубец на задних тазиках. Название предложено в 1974 году британским гименоптерологом чешского происхождения Зденеком Боучеком (Zdenĕk Bouček, 1924-2011) и дано в честь австралийского энтомолога Dr. E. F. Riek (Канберра).